# Charlie White
Charlie White (n. 24 octombrie 1987, Royal Oak⁠(d), Michigan, SUA) este un patinator artistic ce a reprezentat Statele Unite ale Americii, medaliat olimpic. A participat la 2 ediții ale Jocurilor Olimpice (2010, 2014) în care a câștigat o medalie de aur, o medalie de argint și o medalie de bronz.